# Irena Brežná
Irena Brežná (ur. 26 lutego 1950 w Bratysławie) – szwajcarska i słowacka pisarka, dziennikarka i działaczka humanitarna tworząca po niemiecku.

## Życiorys
Urodziła się 26 lutego 1950 roku w Bratysławie, wychowywała się w Trenczynie. Jej rodzice byli represjonowani przez władze czechosłowackie, matka Brežnej spędziła rok w więzieniu po nieudanej próbie ucieczki do Szwecji. W 1968 roku, po interwencji wojsk Układu Warszawskiego w Czechosłowacji wyemigrowała wraz z rodziną do Szwajcarii. W 1975 roku rozpoczęła naukę na Uniwersytecie w Bazylei, studiując slawistykę, filozofię i psychologię. Pracowała jako psycholog, a także tłumaczyła z rosyjskiego na niemiecki.
W czasach zimnej wojny była korespondentką BBC, Deutsche Welle i słowackiego Radia Wolna Europa. W latach 70. i 80. angażowała się w działania Amnesty International, skupiając się na działaniach humanitarnych i na rzecz praw kobiet, w szczególności w Gwinei i Czeczenii. Od lat 80. regularnie współpracowała z „Die Zeit”, „Tages-Anzeiger”, „Neue Zürcher Zeitung”, „Die Basler Zeitung” oraz „Süddeutsche Zeitung”. Od początku lat 90. regularnie odwiedzała Słowację i udzielała się na łamach słowackiego magazynu „Aspekt”.
Pisze po niemiecku. W swojej twórczości porusza przede wszystkim tematy obcości i niesprawiedliwości. Zadebiutowała w 1989 roku książką dla dzieci Biro & Barbara, która jest poetycką konfrontacją z rasizmem. Jej autobiograficzna powieść Die Beste aller Welten (2008) znalazła się na szwajcarskich listach bestsellerów. Za powieść Die undankbare Fremde, która ukazała się w 2012 roku, otrzymała nagrodę Schweizer Literaturpreis (pol.: szwajcarska nagroda literacka). W 2016 roku otrzymała słowacką nagrodę im. Dominika Tatarki. Z kolei jej reportaże zostały wyróżnione nagrodami Emma-Journalistinnen-Preis, Theodor-Wolff-Preis oraz Zürcher Journalistenpreis. W 2022 roku została odznaczona Krzyżem Pribiny II klasy.
Mieszka w Bazylei.

## Powieści
- 1989: Biro und Barbara (wraz z Alphą Oumarem Barry)
- 1991: Karibischer Bal
- 2008: Die beste aller Welten
- 2010: Schuppenhaut: ein Liebesroman
- 2012: Die undankbare Fremde[2]
- 2018: Wie ich auf die Welt kam, In der Sprache zu Hause[6]